# Hocico
Gli Hocico sono un gruppo EBM messicano composto dai cugini Erk Aicrag e Racso Agroyam.

## Storia
La band fu fondata ufficialmente nel 1993 da Eric Garcia (nome d'arte Erk Aicrag, testi e voce) e Oscar Mayorga (nome d'arte Racso Agroyam, sintetizzatori e programmazione), ma entrambi hanno avuto a che fare con la scena electro-industrial ed EBM da quando erano quindicenni. La loro musica può essere descritta come un'aggressiva, oscura musica elettronica, più specificatamente EBM. I loro testi sono in Spagnolo e Inglese. La parola spagnola hocico significa muso ed è usata nei termini che indicano bruttezza (es. muso di cane), ed è usata in frasi come "cállate el pinche hocico", che significa "chiudi la tua maledetta bocca".
I due componenti fanno anche parte ciascuno di un altro gruppo: Racso Agroyam dei Dulce Liquido, Erk Aicrag dei Rabia Sorda.

## Discografia

### Album in studio
- 1997 - Odio Bajo El Alma
- 1998 - Los Hijos Del Infierno
- 1998 - Cursed Land
- 1999 - Sangre Hirviente
- 2000 - Aqui Y Ahora En El Silencio
- 2001 - Untold Blasphemies
- 2002 - Signos De Aberracion
- 2003 - Disidencia Inquebrantable
- 2004 - Born To Be (Hated)
- 2004 - Wrack And Ruin
- 2008 - Memorias Atrás
- 2010 - Tiempos De Furia
- 2012 - El Último Minuto Antes De Que Tu Mundo Caiga
- 2015 - Ofensor
- 2017 - The spell of the spider
- 2019 - Artificial Extinction
- 2022 - Hyperviolent

### Raccolte
- 2003 - Hate Never Dies - The Remix Celebration

### Live
- 2005 - Blasphemies In The Holy Land

### Videografia
- 2006 - A Traves De Mundos Que Arden DVD

### EP
- 2006 - Scars Ltd.
- 2007 - About A Dead
- 2007 - The Shape Of Things To Come